# Villefranche-de-Lauragais
Villefranche-de-Lauragais település Franciaországban, Haute-Garonne megyében. Lakosainak száma 5054 fő (2022. január 1.). Villefranche-de-Lauragais Montgaillard-Lauragais, Avignonet-Lauragais, Gardouch, Renneville, Saint-Rome és Vallègue községekkel határos.

## Népesség
A település népessége az elmúlt években az alábbi módon változott:
| Lakosok száma | 2771 | 3127 | 3316 | 3856 | 4235 | 4345 | 4519 | 4806 | 4848 | 5054 |
|               | 1968 | 1982 | 1990 | 2006 | 2013 | 2015 | 2017 | 2019 | 2020 | 2022 |